# Evie Wyld
Evelyn Rose Strange Wyld, conosciuta come Evie Wyld (Londra, 16 giugno 1980), è una scrittrice britannica naturalizzata australiana.

## Biografia
Nata nel 1980 a Londra, vi risiede lavorando in una libreria indipendente.
Cresciuta tra l'Inghilterra e l'Australia, dopo un B.A. in scrittura creativa all'Università di Bath e un M.A. al Goldsmiths College nel 2005, ha iniziato a pubblicare racconti in riviste e antologie.
Nel 2009 ha dato alle stampe il suo primo romanzo, After the Fire, A Still Small Voice, saga familiare ambientata in Australia, vincendo il John Llewellyn Rhys Prize e il Betty Trask Award.
Con il secondo romanzo, Tutti gli uccelli, cantano, è stata insignita nel 2014 del Miles Franklin Award e del Premio letterario dell'Unione europea.

## Opere

### Romanzi
- After the Fire, A Still Small Voice (2009)
- Tutti gli uccelli, cantano (All The Birds, Singing, 2013), Pordenone, Safarà, 2017 traduzione di Monica Pareschi ISBN 978-88-97561-61-3.
- The Bass Rock (2020)

## Premi e riconoscimenti
- John Llewellyn Rhys Prize: 2009 vincitrice con After the Fire, A Still Small Voice
- Betty Trask Award:  2010 vincitrice con After the Fire, A Still Small Voice[10]
- Encore Award: 2013 vincitrice con Tutti gli uccelli, cantano[11]
- Miles Franklin Award: 2014 vincitrice con Tutti gli uccelli, cantano
- Premio letterario dell'Unione europea: 2014 vincitrice con Tutti gli uccelli, cantano
- Premio Stella: 2021 vincitrice con The Bass Rock[12]